# Malomsok
Malomsok es un pueblo ubicado en el distrito de Pápa, en el condado de Veszprém, Hungría.

## Superficie
Posee una superficie de 25,74 kilómetros cuadrados.

## Demografía
Hasta 2019 la población era de 478 habitantes, con una densidad de población de 18,57 habitantes por kilómetro cuadrado.